# Мухтаров, Муртуза Мухтар оглы
Муртуза Мухтар оглы Мухтаров (азерб. Murtuza Muxtar oğlu Muxtarov; 1855, Амирджан, Бакинский уезд, Российская империя — апрель 1920, Дворец Мухтарова, Баку) — крупный бакинский нефтепромышленник и меценат.

## Молодость
Муртуза Мухтаров родился в 1855 году в селении Амираджаны. Трудовой путь начал учеником в слесарной мастерской, получая 10 копеек в сутки. После работал мастером, машинистом бурения.
В 1870 году, продав арбу, Муртуз устраивается рабочим на промысле в окрестностях селений Балаханы — Забрат. Некоторое время работал черпальщиком, вычерпывал вручную нефть из мелких колодцев. Характеризовался как сильный, выносливый и смелый человек. Скважины уже перешли на механический способ бурения, а он все месил ногами грязь на дороге от Забрата до Амираджан вместе с младшим братом Бала Ахмедом, выполняя на промысле самую тяжелую и грязную работу. Способного, трудолюбивого молодого человека заметил владелец промысла Мартов. Вскоре Мухтаров становится мастером, в его ведение передаются механические мастерские на промысле. Муртуз произвёл в полумеханизированном станке «Молот» кое-какие усовершенствования. Станок стал значительно долговечнее, а Мухтарова стали наперебой приглашать на промысла владельцы — как незаменимого мастера по ремонту и устранению неполадок на скважинах.

### Предпринимательская деятельность
В 1890-м году он уже открыл частную бурильную контору, которую расширял год от года. Так, например, он взял подряд и успешно пробурил скважину глубиной в 1100 метров. В 1891 году в Сабунчи был открыт механический завод Мухтарова (к 1913 году здесь работало 950 рабочих, годовой оборот составлял 1 100 тыс. рублей). Являлся акционером Московско-Волжского нефтяного товарищества, администратором по делам Бакинского общества русской нефти.
В 1895 году он создает модернизированный станок ударного штангового способа бурения, на который получает государственный патент. Это изобретение он назвал «бакинской бурильной системой». Станок Мухтарова был значительно совершеннее всех, известных ранее. Имелся у него и ряд других изобретений.
В конце XIX века Мухтаров вводит в строй целый завод бурильного оборудования в Биби-Эйбате. Это было первое в России промышленное предприятие по производству нефтяного оборудования. Невдалеке от завода он выстроил трехэтажное здание для рабочих и служащих. Это привлекло к нему лучшую рабочую силу и принесло дополнительные прибыли. Станки, оборудование, выпускаемые на заводе Мухтарова, продавались на российском рынке, экспортировались за границу. Он и сам часто закупал машины и инструменты за рубежом, особенно в Америке. Бурильный инструмент, который он изобрел, был известен во всем мире под именем «Мухтаров» и экспортировался во многие страны (к крупным обществам подрядного бурения и механических мастерских России после общества «Муртуза Мухтаров» можно причислить такие как «Молот», «Рапид», «Вотан» и «Робур»). Даже после революции шли контейнеры с оборудованием на имя Муртуза Мухтарова.
Во время бакинской декабрьской стачки 1904 года Мухтаров был избран в комиссию, образованной на общем собрании нефтепромышленников, для выработки условий, которые могли быть предложены бастующим, и для переговоров с ними.
В 1910 году по проекту Иосифа Плошко в Баку в стиле итальянского ренессанса был построен доходный дом, принадлежавший Мухтарову. На первом этаже дома располагались магазины и офисы, а на втором — жилые квартиры.

### Меценатство
Муртуза Мухтаров был попечителем бакинского реального училища и Темир-Хан-Шуринской женской гимназии; почётным членом общества распространения грамотности и технических сведений среди горцев Терской области, Петербургского мусульманского благотворительного общества, а также почётный председателем «Нешр маариф» («Общества по распространению просвещения»). Строил школы и мечети, являлся учредителем 40 стипендий для высших и средних специальных учебных заведений. М. Мухтаров взял на себя расходы за обучение в Московском медицинском институте Марьям Байрамалибековой, ставшей впоследствии известным педагогом, одной из первых в Азербайджане женщин — просветительниц.
Он был почитателем западноевропейской культуры, вёл борьбу с суевериями и предрассудками в среде горцев. С этой целью Мухтаров финансировал газету «Терекки», выходившую ежедневно в Баку.
В начале 1890-х гг. в Мардакянах была построена вилла Мухтарова. Это архитектурное сооружение на площади около 8 га вобрало в себя традиции садово-парковой архитектуры Ближнего Востока и положило начало строительству многих загородных вилл. Ныне — дендрологический парк.
В 1908 году на средства Мухтарова во Владикавказе была построена необычная по архитектуре и красоте суннитская мечеть (Мечеть Мухтарова). Её строительству предшествовали переговоры, которые вели представители татарской общины Осетии с нефтепромышленником. После того, как Мухтаров выдвинул ряд предложений, среди которых выразил желание назвать мечеть в честь своей жены, они, в силу шариатских установлений, отказались от сотрудничества. Ингушские представители, со своей стороны, продолжили переговоры, добившись положительного результата. Однако татарская община Северной Осетии считает строителями мечети себя и недооценивает роль Мухтарова в её строительстве. Здание мечети представляет собой уменьшенную копию Каирской мечети. Автором сооружения является П. К. Плошко, который подготовил этот проект по поручению М. Мухтарова. По сообщению газеты «Приазовский край» на строительство мечети ушло 80 тыс. рублей, из которых более 50 тыс. внёс Муртуза Мухтаров. На церемонии открытия мечети присутствовал М. Мухтаров. «Терские ведомости» писали: «в скором времени мусульманская мечеть, что против городского ночлежного дома, будет освящена. К этому дню из Баку приглашается строитель, основатель этой мечети нефтепромышленник Мухтаров и другие почётные лица». Ингушская община Реданта устроила в честь него торжественный банкет и даже посвятила ему оду. В приговоре уполномоченных от суннитского мечетского прихода г. Владикавказа генерал-лейтенанта Инала Кусова и полковника Идриса Шанаева от 20 июня 1909 года говорилось:

Приговором этим было постановлено выразить строителю мечети в г. Владикавказе бакинскому купцу Муртаза-ага Мухтарову от имени всех мусульман Владикавказа искреннюю благодарность, назвать мечеть «Джума-мечеть Мухтарова» и увековечить его память надписью на мраморной доске в мечети.

У главного входа в своё время висела доска с надписью на арабском и русском, гласившей «Джума-мечеть имени Мухтарова 1906—1908». Позднее она была передана в краеведческий музей. В 1908 году Муртуза Мухтаров устроил угощение для 800 арестантов владикавказской тюрьмы.
В 1911—1912 гг. по проекту гражданского инженера П. К. Плошко Муртаза Мухтаров построил в Баку дом, более известный как Дворец Мухтарова (ныне Дворец бракосочетания). Это здание построено в стиле французской готики, что и определяло его сущность.
- Объекты, построенные на средства Мухтарова
- Мечеть Мухтарова во Владикавказе
- Мечеть Мухтарова в Амирджанах
- Дворец Мухтарова в Баку 
(ныне Дворец бракосочетания)

### Смерть
В апреле 1920 года в Азербайджане была установлена Советская власть, город заняли части XI-й Красной Армии. Тогда же Муртуза Мухтаров покончил жизнь самоубийством. Могила Муртузы Мухтарова находится во дворе мечети Мухтарова в родном Амирджане.

## Семья
Муртуза Мухтаров был женат на потомственной осетинской дворянке Елизавете Тугановой, дочери полковника Аслан-бека Туганова.

## Память
В Мардакянах установлен бюст Муртузы Мухтарова.
Именем Муртузы Мухтарова названы:
- Улица в Баку
- Станция ж/д около Сабунчей

Также около станции поселок в народе называют Мухтарова.